# Планина на Похорју
Планина на Похорју (словен. Planina na Pohorju) је село у општини Зрече, која припада Савињској регији у Републици Словенији.

## Становништво
По последњем попису из 2002. г. насеље Планина на Похорју имало је 194 становника.

## Историја
Село припада историјској покрајини Доња Штајерска. До 1953. звало се просто Планина.-